# Escut de Sallent
L'escut oficial de Sallent té el següent blasonament:
Escut caironat: d'atzur, un pont gòtic de 5 ulls d'or movent de la punta acompanyat al cap de 2 claus passades en sautor amb les dents a dalt i mirant cap enfora, la d'or en banda sobre la d'argent en barra, sobremuntades d'una mitra d'argent creuada d'or amb les ínfules també d'or. Per timbre una corona mural de vila.

## Història
Va ser aprovat el 15 de març de 1984 i publicat al DOGC el 23 de maig del mateix any amb el número 436.
El senyal tradicional ha estat sempre el pont de la Vila, gòtic, sobre el Llobregat. El castell de Sallent va pertànyer als bisbes de Sant Pere de Vic de 1246 a 1812, i això és simbolitzat per la mitra i les claus.